# Бельфодиль, Исхак
Исхак Бельфодиль (араб. إسحاق بلفوضيل‎, фр. Ishak Belfodil; 12 января 1992, Мостаганем, Алжир) — алжирский футболист, нападающий клуба «Аль-Гарафа». Выступал за сборную Алжира.

## Клубная карьера

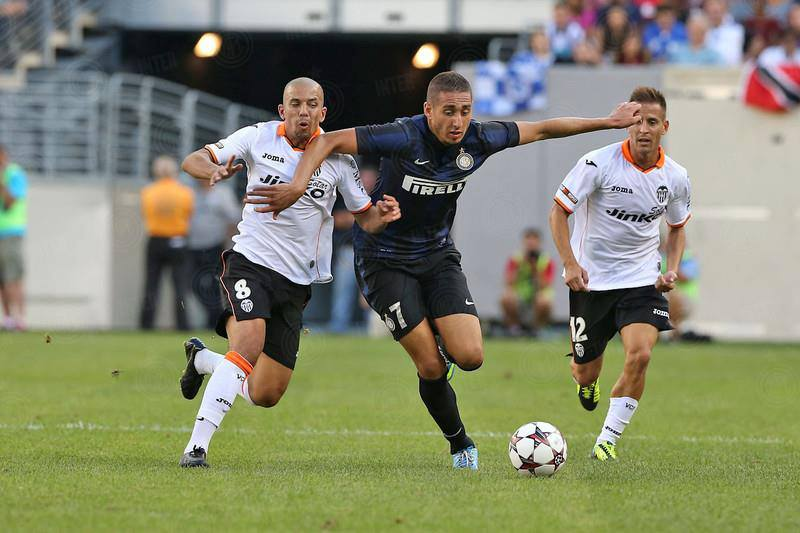
Бельфодиль в борьбе с Софианом Фегули

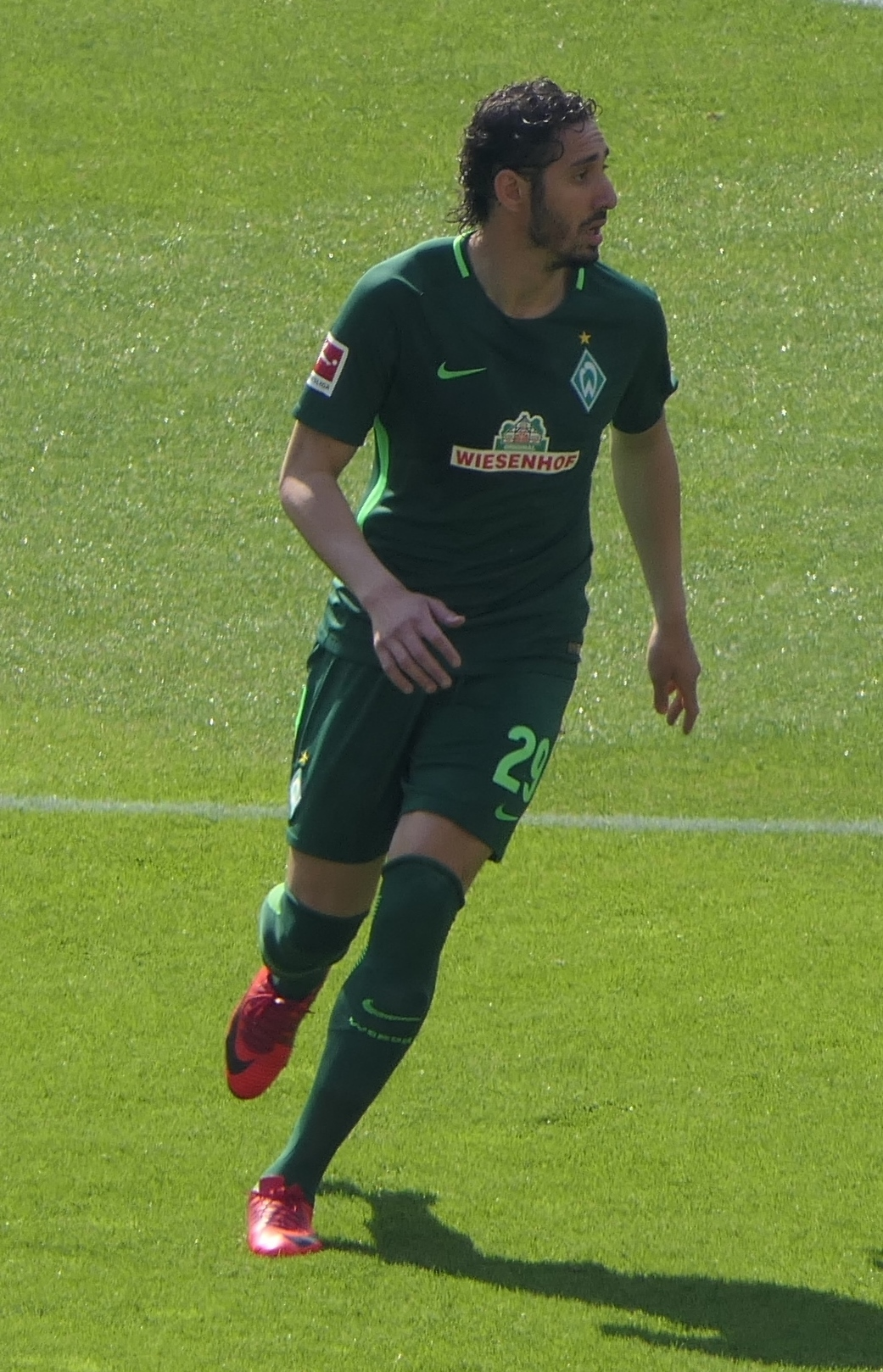
Бельфодиль в составе «Вердера»

Бельфодиль выступал за молодёжные составы клубов «Пари Сен-Жермен», «Клермон» и «Олимпик Лион». В составе последнего он дебютировал в Лиге 1 в матче против «Осера» в 2009 году, выйдя на замену вместо Жана-Алена Бумсонга. В 2010 году Исхак подписал свой первый профессиональный контракт на три года. К нему проявляли интерес многие европейские клубы, в том числе английские «Челси» и «Манчестер Юнайтед». В начале 2012 года он на правах аренды перешёл в итальянскую «Болонью». 26 февраля в поединке против «Удинезе» Бельфодиль дебютировал в Серии A.
Летом того же года он перешёл в «Парму». Сумма трансфера составила 2,5 млн евро. 25 августа во встрече против «Ювентуса» Исхак дебютировал за новый клуб. 2 сентября в поединке против «Кьево» он забил свой первый гол в чемпионате Италии.
Летом 2013 года Исхак перешёл в «Интернационале». Он подписал контракт на 5 лет, сумма трансфера составила 7,5 млн евро. Половина прав принадлежит «Парме». В качестве части сделки в обратном направлении проследовал Антонио Кассано. Исхак взял себе 7-й номер. 1 сентября в матче против «Катании» Бельфодиль дебютировал за новый клуб. В начале 2014 года он перешёл в «Ливорно» на правах аренды. 2 февраля в матче против «Катаньи» Бельфодиль дебютировал за новую команду. Летом 2014 года Исхак вернулся в «Парму», но уже в мае 2015 года он разорвал контракт с клубом из-за его банкротства.
Летом того же года Бельфодиль подписал соглашение с арабским «Бани Яс». 20 августа в матче против «Аль-Шааб» он дебютировал в арабской Гольф-лиге. В этом же поединке Исхак забил свой первый гол за новую команду. Летом 2016 года он вернулся в Европу, подписал контракт с льежским «Стандардом». В матче против «Генка» Бельфодиль дебютировал в Жюпиле лиге. В этом же поединке Исхак забил свой первый гол за новый клуб. 20 октября в поединке Лиги Европы против греческого «Панатинаикоса» он отметился забитым мячом. Летом 2017 года Бельфодиль на правах аренды перешёл в немецкий «Вердер». 10 сентября в матче против «Герты» он дебютировал в Бундеслиге. 16 декабря в поединке против «Майнц 05» Исхак забил свой первый гол за «Вердер».
Летом 2018 года Бельфодиль подписал контракт на два года с «Хоффенхаймом». 15 сентября в матче против дюссельдорфской «Фортуны» он дебютировал за новую команду. 25 сентября в поединке против «Ганновер 96» Исхак забил свой первый гол за «Хоффенхайм». 2 октября в матче Лиги чемпионов против английского «Манчестер Сити» он отметился забитым мячом.

## Международная карьера
Бельфодиль выступал за молодёжные сборные Франции. 14 августа 2013 года в товарищеский матче против сборной Гвинеи Исхак дебютировал за сборную Алжира.
В начале 2015 года Бельфодиль принял участие в Кубке африканских наций в Экваториальной Гвинее. На турнире он сыграл в матчах против сборных ЮАР, Ганы, Сенегала и Кот-д’Ивуара.
30 марта того же года в поединке против сборной Омана Исхак сделал дубль, забив свои первый голы за национальную команду.

## Статистика

### Клубная
| Клуб             | Сезон            | Лиги             | Лиги | Лиги | Кубки | Кубки | Континентальные | Континентальные | Прочие | Прочие | Всего | Всего |
| Клуб             | Сезон            | Дивизион         | Игры | Голы | Игры  | Голы  | Игры            | Голы            | Игры   | Голы   | Игры  | Голы  |
| ---------------- | ---------------- | ---------------- | ---- | ---- | ----- | ----- | --------------- | --------------- | ------ | ------ | ----- | ----- |
| Лион             | 2009-10          | Лига 1           | 13   | 0    | 0     | 0     | 1               | 0               | 0      | 0      | 14    | 0     |
| Лион             | 2010-11          | Лига 1           | 0    | 0    | 0     | 0     | 0               | 0               | 0      | 0      | 0     | 0     |
| Лион             | 2011-12          | Лига 1           | 7    | 0    | 0     | 0     | 2               | 0               | 0      | 0      | 9     | 0     |
| Лион             | Всего            | Всего            | 20   | 0    | 0     | 0     | 3               | 0               | 0      | 0      | 23    | 0     |
| Болонья (аренда) | 2011-12          | Серия А          | 8    | 0    | 0     | 0     | 0               | 0               | 0      | 0      | 8     | 0     |
| Парма            | 2012-13          | Серия А          | 33   | 8    | 1     | 0     | 0               | 0               | 0      | 0      | 34    | 8     |
| Интернационале   | 2013-14          | Серия А          | 8    | 0    | 2     | 1     | 0               | 0               | 0      | 0      | 10    | 1     |
| Ливорно (аренда) | 2013-14          | Серия А          | 17   | 0    | 0     | 0     | 0               | 0               | 0      | 0      | 17    | 0     |
| Парма            | 2014-15          | Серия А          | 23   | 1    | 0     | 0     | 0               | 0               | 0      | 0      | 23    | 1     |
| Бани Яс          | 2015-16          | ОАЭ              | 23   | 11   | 3     | 0     | 0               | 0               | 0      | 0      | 26    | 11    |
| Стандард         | 2016-17          | Жюпилер          | 25   | 11   | 0     | 0     | 5               | 3               | 7      | 3      | 37    | 17    |
| Стандард         | 2017-18          | Жюпилер          | 3    | 0    | 0     | 0     | 0               | 0               | 0      | 0      | 3     | 0     |
| Стандард         | Всего            | Всего            | 28   | 11   | 0     | 0     | 5               | 3               | 7      | 3      | 40    | 17    |
| Вердер           | 2017-18          | Бундеслига       | 26   | 4    | 3     | 2     | —               | —               | —      | —      | 29    | 7     |
| Хоффенхайм       | 2018-19          | Бундеслига       | 24   | 15   | 2     | 0     | 5               | 1               | —      | —      | 31    | 16    |
| Всего за карьеру | Всего за карьеру | Всего за карьеру | 210  | 50   | 11    | 2     | 13              | 4               | 7      | 3      | 241   | 59    |

### Голы за сборную Алжира
| # | Дата          | Место                         | Противник | Счет | Результат | Соревнование      |
| - | ------------- | ----------------------------- | --------- | ---- | --------- | ----------------- |
| 1 | 30 марта 2015 | Хамад Бин Сухаим, Доха, Катар | Оман      | 1:0  | 4:1       | Товарищеский матч |
| 2 | 30 марта 2015 | Хамад Бин Сухаим, Доха, Катар | Оман      | 4:0  | 4:1       | Товарищеский матч |